# Schaffhausen (bang)
Schaffhausen nằm ở phía đông bắc Thụy Sĩ và giữa hai khu vực lớn là hồ Constance và Basel. Kanton này giáp biên giới với Đức và có một phần của sông Rhine chảy qua lãnh thổ của nó.
Theo thời điểm kiến thức cuối cùng của tôi vào tháng 1 năm 2022, dân số của Schaffhausen là khoảng 80,000 người.

## Lịch Sử và Di Sản
Schaffhausen có một lịch sử lâu dài và là một trong những thành phố cổ nhất ở Thụy Sĩ. Nó được đề cập lần đầu vào thế kỷ 10.
Một trong những điểm độc đáo nhất của Schaffhausen là Lâu đài Munot, một công trình phòng thủ xây dựng vào thế kỷ 16.

## Cảnh Quan Thành Phố
Schaffhausen có kiến trúc cổ kính với các con đường đá và những quảng trường nhỏ.
Quảng trường Fronwagplatz là một trong những quảng trường chính của thành phố, được bao quanh bởi các quán cà phê và cửa hàng.
Các thác nước Rhine Falls, nằm gần Schaffhausen, là một trong những thác nước lớn nhất và nổi tiếng nhất ở châu Âu.
Rhine Falls tạo nên một cảnh đẹp thiên nhiên ấn tượng và thu hút nhiều du khách hàng năm.

## Văn Hóa và Sự Kiện
Schaffhausen có một số bảo tàng và cơ sở văn hóa, bao gồm Bảo tàng Allerheilligen với các tác phẩm nghệ thuật và di tích lịch sử.
Các sự kiện văn hóa, lễ hội và thị trường truyền thống cũng là một phần quan trọng của đời sống thành phố.
Bang	Schaffhausen là một bang của Thụy Sĩ. Bang được lập năm 1291. Thủ phủ bang là Schaffhausen. Bang có dân số 73.400 người, diện tích 298 km2. Ban có 34 đô thị. Đây là bang nói tiếng Đức. Bang tiếp giáp với bang Baden-Württemberg của Đức.